# نصر أباد (نائين)
نصر أباد هي قرية في مقاطعة نائين، إيران. عدد سكان هذه القرية هو 18 في سنة 2006.